# Distrikt Pueblo Nuevo (Ica)
Der Distrikt Pueblo Nuevo liegt in der Provinz Ica in der Region Ica im Südwesten von Peru. Der Distrikt wurde am 30. Januar 1871 gegründet. Er hat eine Fläche von 30,7 km². Beim Zensus 2017 wurden 6640 Einwohner gezählt. Im Jahr 1993 lag die Einwohnerzahl bei 4447, im Jahr 2007 bei 4588. Die Distriktverwaltung befindet sich in der 390 m hoch gelegenen Ortschaft Pueblo Nuevo mit 1544 Einwohnern (Stand 2017). Pueblo Nuevo liegt 7,5 km südsüdöstlich vom Stadtzentrum der Regions- und Provinzhauptstadt Ica.

## Geographische Lage
Der Distrikt Pueblo Nuevo liegt zentral in der Provinz Ica. Der Distrikt liegt in der Ebene östlich des nach Süden strömenden Río Ica. In der wüstenhaften Region werden bewässerte Landwirtschaft betrieben.
Der Distrikt Pueblo Nuevo grenzt im Westen an den Distrikt Ica, im Norden an den Distrikt Los Aquijes, im Osten an den Distrikt Yauca del Rosario, im Südosten an den Distrikt Pachacutec, im zentralen Süden an den Distrikt Tate sowie im Südwesten an den Distrikt Santiago.